# Ma Rainey's Black Bottom
Ma Rainey's Black Bottom és una pel·lícula biográfica dirigida per George C. Wolfe i protagonitzada per Viola Davis, Chadwick Boseman, Glynn Turman, Colman Domingo i Michael Potts. Basada en l’obra teatral homònima d’August Wilson (1982) narra la història de la popular cantant de blues' Ma Rainey i la seva banda durant una tensa sessió de gravació. Es la darrera aparició de Boseman abans de la seva mort el 28 d’agost de 2020 a causa de un càncer colorectal. Es va estrenar en sales de cinema el 25 de novembre de 2020 per passar poc després, el 18 de desembre de 2020 a ser distribuïda per Netflix. La pel·lícula, que va ser alabada per la crítica pel que fa a les actuacions de Davis i Boseman, la direcció de Wolfe, així com pel vestuari i el disseny de producció va rebre cinc nominacions als premis Oscar, aconseguint les de millor vestuari i millor maquillatge.

## Argument
Ma Rainey és una cantant de blues molt considerada que ha estat contractada per productors blancs. La història té lloc el 2 de juliol de 1927, quan el seu manager Irvin programa una sessió d'enregistrament per a Ma que tindrà lloc als estudis de gravació de Paramount a Chicago. Els membres de la Georgia Jazz Band Toledo, Cutler i Slow Drag arriben a temps sense Ma, cosa que frustra el seu productor, Mel Sturdyvant. Aviat se'ls uneix Levee Green, el trompetista de la banda, excessivament confiat i que ha mostrat a Sturdyvant les seves composicions amb l'esperança de trencar amb Ma i aconseguir el seu propi contracte discogràfic. La resta de la banda ho desaprova. Provocat per la banda per la seva capacitat per tractar amb homes blancs, Levee explica que la seva mare va ser violada per un grup d’homes blancs i que el seu pare es va venjar matant-ne quatre abans de ser linxat i cremat. Ma arriba una hora tard amb la seva xicota Dussie Mae i el seu nebot Sylvester. Immediatament s'enfronta amb Sturdyvant i Irvin fent nombroses demandes. Sentint-se insultada perquè no disposa de la Coca-Cola que demanava, Ma es nega a començar la sessió de gravació i demana a Slow Drag i Sylvester que li aconsegueixin una. Més tard, ella insisteix a Sturdyvant que les primeres paraules de l'àlbum siguin pronunciades per Sylvester, que quequeja per lo que el grup ha de fer múltiples preses de la cançó "Ma Rainey's Black Bottom", cosa que frustra tothom.
Levee i Dussie Mae fan l’amor a la sala de pràctiques abans de ser interromputs per Slow Drag. Després de múltiples preses el grup aconsegueix superar la primera pista però descobreix que una fallada en l'equip ha fet que no s'enregistrés. La banda culpa a Levee, creuen ha ensopegat amb un cable mentre mirava Dussie Mae, però després es descobreix que ja estava fet malbé. La discussió porta a Cutler a explicar una història sobre un predicador que va conèixer una vegada que es va quedar encallat en un petit poble i va ser humiliat per un grup d'homes blancs que li van trencar la Bíblia i el van obligar a ballar. Levee diu que si hi hagués un Déu aquest es preocuparia pels negres cosa que mai ha fet. Cutler ataca en Levee amb ràbia, el que porta a que Levee tregui un ganivet i que es burli de Cutler i les seves creences.
El grup finalment acaba la gravació i poc després Ma acomiada Levee ja que creu que la seva ambició i la seva actitud intransigent són perjudicials per a la banda. Levee es reuneix amb Sturdyvant per parlar de les seves cançons, però aquest li diu que només comprarà les cançons, però no compta amb ell. Posteriorment, Levee es torna boig quan Toledo li trepitja accidentalment les seves sabates noves, per lo que el mata clavant-li el ganivet a l'esquena. Cutler i Slow Drag fugen horroritzats mentre Levee bressola el cadàver. Més tard, Sturdyvant grava les cançons de Levee amb una banda formada completament per músics blancs.

## Repartiment
- Viola Davis (Ma Rainey)
- Chadwick Boseman (Levee, el trompetista)
- Taylour Paige (Dussie Mae, xicota de Ma)
- Glynn Turman (Toledo, el pianista)
- Colman Domingo (Cutler, el guitarrista)
- Michael Potts (Slow Drag, el contrabaix)
- Jonny Coyne (Mel Sturdyvant, amo de l’estudi de gravació)
- Jeremy Shamos (Irvin, mànager)
- Dusan Brown (Sylvester, nebot de Ma)
- Joshua Harto (policia)

## Producció
El setembre de 2015 Denzel Washington va firmar un contracte per dirigir una sèrie de pel·lícules per a HBO Max basades en nou de las obres d’August Wilson. El 2019 Netflix va comprar el projecte i va decidir que la primera a adaptar seria Ma Rainey's Black Bottom, la qual dirigiria George C. Wolfe. Washington passaria a ser productor. El rodatge de la pel·lícula es va iniciar el 8 de juliol de 2019 a Pittsburgh i va finalitzar el 16 d’agost d’aquell any. El cost de producció va ser d’aproximadament 30 milions de dòlars. L’estrena estava prevista per a la primera setmana de setembre però davant la defunció de Chadwick Boseman Netfilx va decidir posposar-lo per respecte a la família.

## Premis i nominacions
| Premi                                               | Categoria                                 | Receptors                                                    | Resultat  |
| --------------------------------------------------- | ----------------------------------------- | ------------------------------------------------------------ | --------- |
| Premis AACTA                                        | Millor actor                              | Chadwick Boseman                                             | Guanyador |
| Premis AACTA                                        | Millor actriu                             | Viola Davis                                                  | Nominat   |
| Premis Oscar                                        | Millor actriu                             | Viola Davis                                                  | Nominat   |
| Premis Oscar                                        | Millor Actor                              | Chadwick Boseman                                             | Nominat   |
| Premis Oscar                                        | Millor vestuari                           | Ann Roth                                                     | Guanyador |
| Premis Oscar                                        | Millor maquillatge                        | Matiki Anoff, Mia Neal i Larry M. Cherry                     | Guanyador |
| Premis Oscar                                        | Millor disseny de producció               | Mark Ricker, Karen O’Hara i Diana Stoughton                  | Nominat   |
| African-American Film Critics Association           | Millor actor                              | Chadwick Boseman                                             | Guanyador |
| Premis BET                                          | Millor pel·lícula                         | Ma Rainey's Black Bottom                                     | Nominat   |
| Premis BET                                          | Millor actriu                             | Viola Davis                                                  | Nominat   |
| Premis BET                                          | Millor actor                              | Chadwick Boseman                                             | Guanyador |
| Premi BAFTA                                         | BAFTA al millor actor                     | Chadwick Boseman                                             | Nominat   |
| Premi BAFTA                                         | BAFTA al millor vestuari                  | Ann Roth                                                     | Guanyador |
| Premi BAFTA                                         | BAFTA al millor maquillatge i perruqueria | Matiki Anoff, Larry M Cherry, Sergio Lopez-Rivera i Mia Neal | Guanyador |
| Premis de la Crítica Cinematogràfica                | Millor pel·lícula                         | Ma Rainey's Black Bottom                                     | Nominat   |
| Premis de la Crítica Cinematogràfica                | Millor actor                              | Chadwick Boseman                                             | Guanyador |
| Premis de la Crítica Cinematogràfica                | Millor actriu secundària                  | Viola Davis                                                  | Nominat   |
| Premis de la Crítica Cinematogràfica                | Millor repartiment                        | Repartiment de Ma Rainey's Black Bottom                      | Nominat   |
| Premis de la Crítica Cinematogràfica                | Millor disseny de producció               | Mark Ricker                                                  | Nominat   |
| Premis de la Crítica Cinematogràfica                | Millor disseny de vestuari                | Ann Roth                                                     | Guanyador |
| Premis de la Crítica Cinematogràfica                | Millor maquillatge                        | Matiki Anoff                                                 | Guanyador |
| Premis de la Crítica Cinematogràfica                | Millor guió adaptat                       | Ruben Santiago-Hudson                                        | Nominat   |
| Premis Globus d'Or                                  | Globus d'Or al millor actor dramàtic      | Chadwick Boseman                                             | Guanyador |
| Premis Globus d'Or                                  | Globus d'Or a la millor actriu dramàtica  | Viola Davis                                                  | Nominat   |
| Premis Independent Spirit                           | Millor pel·lícula                         | Ma Rainey's Black Bottom                                     | Nominat   |
| Premis Independent Spirit                           | Millor actor                              | Chadwick Boseman                                             | Nominat   |
| Premis Independent Spirit                           | Millor actriu                             | Viola Davis                                                  | Nominat   |
| Premis Independent Spirit                           | Millor actor secundari                    | Colman Domingo i Glynn Turman                                | Nominat   |
| Premis Phoenix Film Critics Society                 | Millor actor                              | Chadwick Boseman                                             | Guanyador |
| Premis Phoenix Film Critics Society                 | Millor disseny de vestuari                | Ann Roth                                                     | Guanyador |
| Premis Satellite                                    | Millor pel·lícula (Drama)                 | Ma Rainey's Black Bottom                                     | Nominat   |
| Premis Satellite                                    | Millor actriu                             | Viola Davis                                                  | Nominat   |
| Premis Satellite                                    | Millor actor                              | Chadwick Boseman                                             | Nominat   |
| Premis Satellite                                    | Millor guió adaptat                       | Ruben Santiago-Hudson                                        | Nominat   |
| Premis Satellite                                    | Millor disseny de vestuari                | Ann Roth                                                     | Nominat   |
| Premi del Sindicat d'Actors de Cinema               | Millor actor                              | Chadwick Boseman                                             | Guanyador |
| Premi del Sindicat d'Actors de Cinema               | Millor actriu                             | Viola Davis                                                  | Guanyador |
| Premi del Sindicat d'Actors de Cinema               | Millor repartiment                        | Repartiment de Ma Rainey's Black Bottom                      | Nominat   |
| Premis del Sindicat de Guionistes dels Estats Units | Millor guió adaptat                       | Ruben Santiago-Hudson                                        | Nominat   |